# Sebastiano Cubeddu
Sebastiano Cubeddu (Guidonia Montecelio, 1º gennaio 1966) è un politico italiano.

## Biografia
Nato e residente a Guidonia Montecelio, si è laureato in Giurisprudenza all'Università La Sapienza; dopo aver lavorato come consulente presso il Ministero del Lavoro, dal 2002 è avvocato lavorista presso l'Istituto Nazionale di Previdenza dei Giornalisti Italiani.

### Elezione a deputato
Alle elezioni politiche del 2018 viene eletto alla Camera dei Deputati nel collegio uninominale di Guidonia Montecelio, sostenuto dal Movimento 5 Stelle; in particolare si aggiudica il seggio per soli 19 voti di scarto dalla candidata del centro-destra Barbara Saltamartini. Quest'ultima ha quindi presentato ricorso circa il riconteggio dei voti nel collegio, ricorso che verrà tuttavia respinto con la proclamazione a deputato dello stesso Cubeddu.